# 40 Wall Street
Pour les articles homonymes, voir Wall Street (homonymie).
À ne pas confondre avec les deux autres gratte-ciel de New York Trump Tower et Trump World Tower
40 Wall Street, ou Trump Building (à l'origine le Bank of Manhattan Trust Building ou Manhattan Company Building), est un gratte-ciel de 71 étages et de 283 mètres de haut situé dans l'arrondissement de Manhattan, à New York.
Conçu par H. Craig Severance et Yasuo Matsui (en), il a été construit entre 1929 et 1930, en 11 mois.
Son appellation « Trump Building » vient de son propriétaire actuel, Donald Trump (via la Trump Organization), qui l'a rénové en 1996.
Le 40 Wall Street fut pendant deux mois l'immeuble le plus haut du monde, jusqu'à l'achèvement du Chrysler Building.

## Histoire

### Course pour le plus haut gratte-ciel du monde
Le 40 Wall Street était prévu pour dépasser de 41 mètres le Woolworth Building (datant de 1913). Mais surtout, les plans étaient conçus de telle sorte que l’édifice soit 2 pieds plus haut que la hauteur prévue du Chrysler Building (282 mètres). Cependant, les concepteurs du Chrysler Building ont secrètement changé la hauteur planifiée après que le 40 Wall Street eut été terminé. Une flèche de 38 mètres au sommet du gratte-ciel fit du Chrysler Building le plus haut bâtiment du monde. Toutefois ce ne fut que pour une courte période car moins d’un an plus tard, l’Empire State Building s’empara, et pour longtemps, du titre avec ses 381 mètres.

### Accident aérien
Le 20 mai 1946, par un jour de fort brouillard, 40 Wall Street a été percuté par un avion des garde-côtes américains. Il s'agissait d'un bimoteur C-45F Expediter devant atterrir à Newark. Les cinq occupants de l'avion sont morts ; en revanche, l'accident n'a pas fait de blessé parmi les occupants du gratte-ciel ou au sol, où des morceaux de brique et de mortier sont tombés. L'impact a créé un trou d'environ 15 pieds (5 mètres) dans le bâtiment.